# جون هورتون كونواي
جون هورتون كونواي (بالإنجليزية: John Horton Conway)‏ (ولد 26 ديسمبر 1937) بريطاني رياضياتي، وهو عالم رياضيات نشط في علم نظريات الزمرة المنتهية، ونظرية العقد، واشتهر بعد اختراعه لعبة الحياة لكونواي أو لعبة الحياة وهي خلايا ذاتية السلوك، اخترعها عام 1970م.

## روابط خارجية
- جون هورتون كونواي على موقع إن إن دي بي (الإنجليزية)